# Chi Leonis
Désignations
Chi Leonis (en abrégé χ Leo) est une étoile binaire de la constellation zodiacale du Lion. Elle est visible à l'œil nu avec une magnitude apparente de 4,63. D'après la mesure de sa parallaxe annuelle par le satellite Hipparcos, le système est distant d'environ ∼ 95 a.l. (∼ 29,1 pc) de la Terre. Il possède un mouvement propre élevé de 346 mas/an.
Sa composante primaire, désignée Chi Leonis A, est une étoile géante jaune-blanc évoluée de type spectral F2III. Elle est estimée être 1,62 fois plus massive que le Soleil et être âgée de 1,4 milliard d'années. Son rayon est deux fois plus grand que le rayon solaire, elle est 9,9 fois plus lumineuse que le Soleil et sa température de surface est de 7 022 K. Son compagnon, Chi Leonis B, est une étoile de magnitude 11,0 qui était située à une distance angulaire de 4,9″ et à un angle de position de 268° par rapport à Chi Leonis A en 2018.